# Anarchoindividualismus

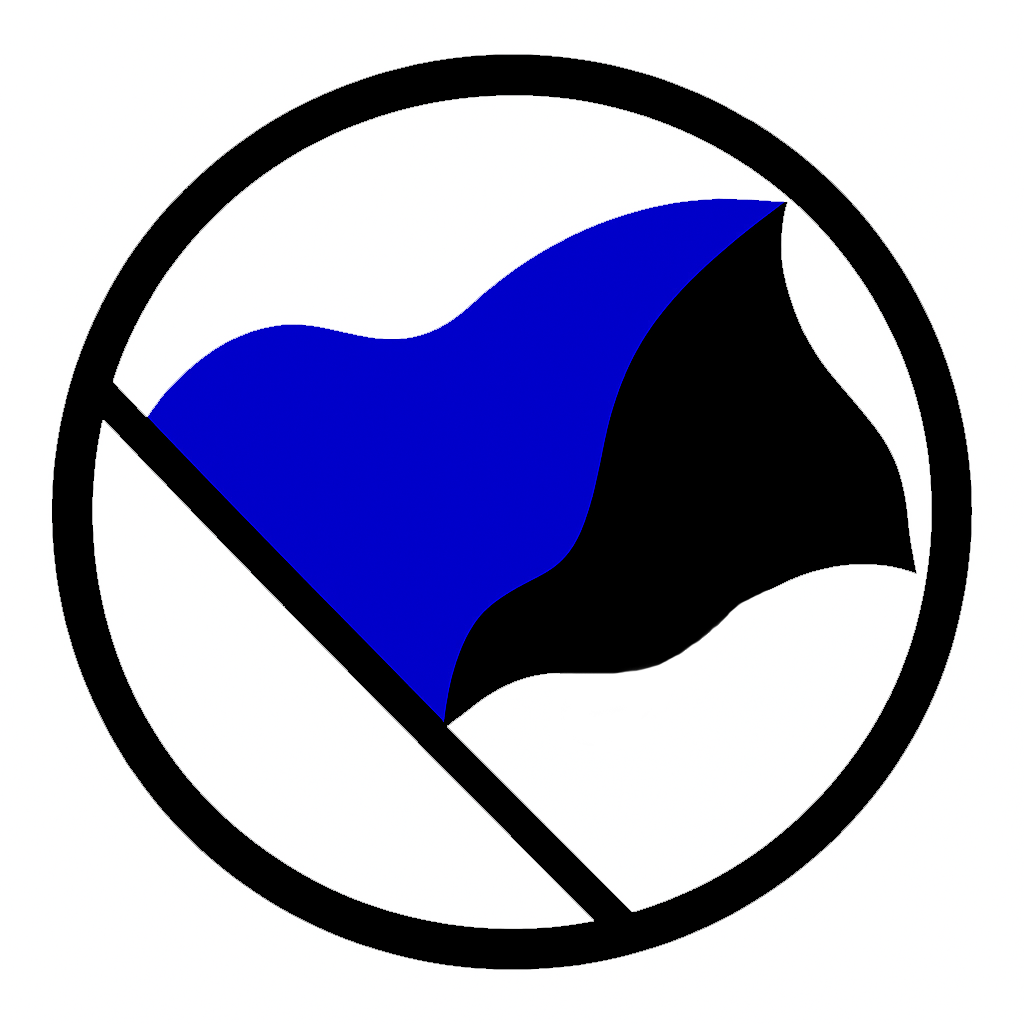
Modro-černá vlajka anarchoindividualismu

Anarchoindividualismus nebo individualistický anarchismus je směr anarchismu, který vznikl v 19. století v Severní Americe, nicméně vychází i z myšlenek Pierra-Josepha Proudhona. Zdůrazňuje autonomii jedince a stojí tak v opozici k anarchokolektivismu a k sociálnímu anarchismu obecně. Představiteli raného anarchoindividualismu jsou např. Josiah Warren a Benjamin Tucker.

## Přehled
Individualističtí anarchisté různého druhu mají společných několik věcí:
1. Zaměření se na jedince (individuum) a jeho vůli přednostně před jakýmkoli konstruktem jako je morálka, ideologie, sociální zvyklosti, náboženství, metafyzika a myšlenky nebo vůle ostatních (hlavně Stirnerův "Egoistický anarchismus").
2. Odmítnutí nebo výhrada k myšlence revoluce, ve smyslu masového povstání, které by zavedlo novou hierarchii nebo autoritu. Místo toho upřednostňují vývojové metody realizace anarchie prostřednictvím alternativních organizací a experimentů a prostřednictvím vzdělání, které může být zrealizováno v současnosti. Max Stirner například odmítal revoluci a snažil se navrhnout tzv. Rebelii neboli revoluci jedince, je to typ revoluce, který zaručuje, že už nikdy neuvěříme institucím.
3. Pohled, že vztahy s ostatními jedinci nebo věcmi mohou být jen v zájmu každého jedince a mohou být tak přechodné a bez kompromisů jak je libo, neboť v individualistickém anarchismu obětování se je obvykle odmítáno. Je zdůrazňován individuální zážitek a objevování.
V pohledu na použití násilí zaujímali individualističtí anarchisté stanoviska od kladného k použití násilí (jako u povstaleckého anarchismu) až po anarchopacifistické stanovisko.
Profesor Michael Freeden uvádí čtyři hlavní typy individualistického anarchismu. První je směr spojený s Williamem Godwinem, který obhajuje autonomii s "progresivním racionalismem, který zahrnuje benevolenci k ostatním." Druhým typem je egoismus spojovaný s Maxem Stirnerem. Třetí typ lze "naleznout v raných předpovědích Herberta Spencera o nadbytečnosti státu v sociální revoluci." Čtvrtým typem je umírněná forma egoismu a zřetel na společenskou spolupráci obhajobou trhu, který následoval např. Benjamin Tucker.
Ekonomicky jsou anarchoindividualisté často zastánci tržního systému distribuce.

## Anarchoindividualisté
- Anselme Bellegarrigue
- William Godwin (filosofický anarchismus)[5]
- Lysander Spooner
- Max Stirner[6] (egoistický anarchismus)
- Clarence Lee Swartz (anarchomutualismus)
- Henry David Thoreau
- Benjamin Tucker
- Josiah Warren